# Tinodes kemerensis
Tinodes kemerensis är en nattsländeart som beskrevs av Füsun Sipahiler 1989. Tinodes kemerensis ingår i släktet Tinodes och familjen tunnelnattsländor. Inga underarter finns listade i Catalogue of Life.